# Nicolas II d'Este
Nicolas II d’Este ou Niccolò II d’Este (1338-1388), dit lo Zoppo (le boiteux) est un condottiere et homme politique italien membre de la Maison D'Este, marquis de Ferrare d'abord avec son frère Aldobrandino, puis seul après son décès.

## Enfance et accession au pouvoir
Nicolas D'Este, second du nom, naît à Ferrare le 17 mai 1338 de l'union illégitime d'Obizzo III, seigneur de Ferrare et de Lippa, fille de Giacomo Ariosto.
Il assiste son frère aîné Aldobrandino III quand celui-ci accède au pouvoir à la mort de leur père (1352). Aldobrandino une fois disparu (1361), Nicolas lui succède à la tête de la famille D'Este et de ses fonctions politiques.
Reconnu et investi à la fois par l'Empire et par la Papauté, il commence par infléchir les alliances alors en vigueur, rompant le lien qui lie Ferrare à Milan.
En 1362, il s'assure du soutien de Padoue. La même année, il marie sa sœur Costanza à Ungaro Malatesta, seigneur de Rimini, tandis qu'en 1863, la fille de ce dernier épouse Ugo d'Este, le frère de Nicolas.
Le 19 mai 1362, Nicolas épouse Verde della Scala, fille de Mastino [II] et sœur de Cansignorio, dynastes de Vérone.
Il parachève son travail en obtenant du cardinal Egidio Albornoz les terres de Nonantola, Bazzano et Ponzano, les réunissant à la province de Modène.

## Contre les Visconti
L'affrontement entre les Visconti et une première ligue anti-viscontéenne (16 avril 1362), amène, après deux années de combats, à un traité (13 mai 1364). Nicolas le jugeant insatisfaisant, il se rend à Avignon, en mai 1366, pour demander au pape Urbain V d'intervenir en Italie. En 1367, celui-ci est à Rome, où une nouvelle ligue anti-viscontéenne est formée (15 août 1367).
La Maison d'Este est en première ligne pendant toute la durée des hostilités lorsqu'elles reprennent, moyennant quelques trêves, sous l'impulsion d'Urbain V (ligue guelfe du 25 mars 1370) ou de Grégoire XI, son successeur (ligue de Bologne du 4 juin 1375).
La situation étant venue à se compliquer du fait d'un différend entre Florence et la Papauté, Nicolas parvient à en tirer avantage : il se fait remettre par l'archevêque de Ravenne, incapable de les défendre, la ville de Lugo et la villa di San Potito (1376) et achète à un condottiere qui s'en est rendu maître Bagnacavallo et Cotignola, puis Faenza.
Ces gains territoriaux confortent une position de premier plan en Italie du nord et en Romagne. Nicolas poursuit cette politique opportuniste quand Gênes et Venise s'affrontent en 1378, aidant secrètement la seconde qui lui offre, en échange, la ca' Pesaro di San Giacomo dell'Orio à Venise (mars 1382).
Au début de l'année 1385, il profite d'une expédition de soutien à Bologne, agressée par le comte de Barbiano, pour s'emparer de la forteresse de Conselice, puis de celle de Zagonara.

## Révolte fiscale et construction duCastelvecchio
Si Nicolas II est un seigneur lettré et ami de Pétrarque, il n'en demeure pas moins doté d'un fort tempérament, a une réputation de séducteur et ses bâtards sont innombrables. 
En 1385, après des années de guerre et une longue série d'épidémies, des catastrophes naturelles et une politique fiscale intolérable pour la population, Nicolas doit affronter un violent soulèvement populaire.
Le 3 mai, les Ferrarais envahissent la chancellerie et, après l'avoir dévastée, exigent la tête de Tommaso da Tortona, juge du conseil des Sages, qu'ils considèrent comme le responsable de la politique fiscale. Nicolas, prenant la mesure de la révolte, remet le juge aux émeutiers, abolit les mesures les plus odieuses et entreprend de réformer la fiscalité. Mais il châtie aussi impitoyablement les fauteurs de troubles et décide de se protéger, à l'avenir, de semblables émeutes.
Le 30 septembre, il emprunte aux seigneurs de Mantoue la somme de 25 000 ducats, convoque l'architecte  Bernardino Ploti da Novara et lui commande les plans du castello di San Michele, une forteresse bâtie au centre de la cité, non loin de la cathédrale, et tournée non contre l'ennemi extérieur, mais contre la population. Construit sur la muraille de l'enceinte, ce château est un refuge potentiel pour la dynastie en cas d'attaque extérieure ou de révolte.

## Postérité
Tout en renforçant, sur le plan extérieur, la position de la Maison D'Este parmi les potentats de l'Italie du nord, Nicolas rétablit l'autorité de sa dynastie sur ses propres terres, corrigeant les dérives et redéfinissant, l'une après l'autre, les relations féodales qui la lient à la noblesse locale.
Pendant son passage aux affaires, Nicolas fait embellir et moderniser Ferrare, paver les rues, édifier des monuments et fortifier la ville.
Nicolas II D'Este meurt à Ferrare le 26 mars 1388, laissant deux enfants : Rinaldo, (né en 1371), et Taddea (née en 1365).
Son frère Alberto V d'Este, lui succède.

## Généalogie sommaire de la maison D'Este du temps de Nicolas II
- Obizzo II d'Este († 1293), Seigneur de Ferrare, de Modène et de Reggio.
Assassiné, probablement par son fils et successeur Azzo VIII.
  - Azzo VIII d'Este, dit Azzone († 1308).
    - Régence de Fresco, pour le compte de son fils Foulques, neveu d'Azzone.

1309 - Les D'Este sont chassés de Ferrare par les armées du Pape.

1317 - Retour de la famille D'Este à Ferrare.

- - Aldobrandino II d'Este († 1326). Frère d'Azzone.
Seigneur de Ferrare de 1317 à 1326.
Se retire à Bologne et organise la réconciliation de ses fils et de leurs cousins.
    - Rinaldo II d'Este († 1335). Coseigneur de Ferrare de 1326 à sa mort.
    - Obizzo III d'Este († 1352). Coseigneur de Ferrare de 1326 à 1343. Seul à gouverner de 1344 à sa mort.
      - Aldobrandino III D'Este († 1361)
        - Verde d'Este
        - Obizzo IV d'Este

      - Rinaldo d'Este
      - Azzone d'Este
      - Nicolas II d'Este
        - Rinaldo
        - Taddea

      - Alda d'Este
      - Béatrice d'Este
      - Alisia d'Este
      - Alberto V d'Este
      - Ugo d'Este

    - Nicolas I d'Este († 1344). Coseigneur de Ferrare de 1326 à sa mort.
      - Rinaldo d'Este

  - Francesco d'Este († 1312). Frère d'Azzone.
    - Azzo IX d'Este († 1318). Coseigneur de Ferrare de 1326 à sa mort.
    - Bertoldo d'Este († 1343). Coseigneur de Ferrare de 1326 à sa mort.
      - Francesco II d'Este

Postérité politique de Nicolas II
- - Aldobrandino III d'Este (1335-1361).
Seigneur de Ferrare de 1352 à 1361.
  - Nicolas II d'Este (1338-1388), dit lo zoppo (le boiteux).
Seigneur de Ferrare de 1361 à 1388.
  - Alberto V d'Este (1347-1393)
    - Nicolas III (1383-1441)
      - Lionel (illégitime) (1441-1450)
      - Borso (illégitime) (1450-1471)
      - Hercule I (légitime) (1431-1505)
        - Alphonse I (1505-1534)
          - Hercule II (1534-1559)
            - Alphonse II (1553-1597). Sans héritier.
              - César (1562-1628). Cousin d'Alphonse II. Dernier duc de Ferrare.
En 1597, ses prétentions contestées sur le duché entraînent l'intervention du Pape et la perte de Ferrare.

Le 30 janvier 1598, la Famille D'Este quitte définitivement Ferrare et se replie sur Modène.